# Cap al cel obert
Cap al cel obert és una novel·la de Carme Riera publicada l'any 2000. La novel·la enllaça amb Dins el darrer blau, publicada al 1994, i tracta de nou el tema de la història dels jueus conversos de Mallorca. L'autora utilitza una llengua que reflecteix fidelment el vocabulari dels mallorquins dels segles xviii i xix, però adaptada perquè sigui accessible al lector contemporani.
Ambientada a la Cuba de finals del segle XIX, durant els convulsos anys de la lluita per la independència de les colònies respecte a Espanya, l'obra explora la genealogia d'Isabel Tarongí, una de les protagonistes de Dins el darrer blau. Aquí, Riera teixeix una trama que connecta dues branques de descendència: una establerta a Mallorca i l'altra a les illes cubanes. El protagonista principal de la història és l'atzar, que Riera situa com a força decisiva en el destí dels personatges. Aquesta noció es fa palesa en la figura de Maria Fortesa, un personatge inicialment secundari que, amb la seva tràgica mort, es converteix en el nucli de la narrativa. Maria simbolitza com l'atzar pot transformar víctimes en botxins al llarg de generacions.

## Edicions i traduccions
- 2000. Destino (Barcelona).[3]
- 2000. Cercle de Lectors (Barcelona).[4]
- 2001. Por el cielo y más allá. Alfaguara (Madrid), Círculo de Lectores (Barcelona) i Punto de Lectura (Madrid).[4]
- 2002. Destino (Barcelona).[3]
- 2002. In den Offenen Himmel. Lübe (Bergisch Gladbach). Traductora: Petra Zickmann i Manel Pérez Espejo.[4]
- 2002. Verso il cielo aperto. Fazi (Roma). Traductor: Francesco Ardolino.[4]
- 2014. La Butxaca (Barcelona).[5]
- 2014. Edicions 62 (Barcelona). Versió digital.[6]

## Guardons
L'any d'edició de Cap al cel obert la Generalitat de Catalunya va concedir a Carme Riera la Creu de Sant Jordi per la seva trajectòria literària i va rebre el premi Elio Vittorini que concedeix del Departament de Turisme de Siracusa al millor autor estranger traduït a l'italià, per l'adaptació de Dins del darrer blau.
La novel·la va obtenir el premi Crítica Serra d'Or l'any 2001, així com el premi Nacional de Literatura.